# Team17
Team 17 Digital Limited (Team17) é uma desenvolvedora e publicadora britânica de jogos eletrônicos com sede em Wakefield, Inglaterra. O empreendimento foi criado em dezembro de 1990 por meio da fusão da editora britânica 17-Bit Software e da desenvolvedora sueca Team 7. Na época, as duas empresas consistiam e eram lideradas por Michael Robinson, Martyn Brown e Debbie Bestwick, e Andreas Tadic, Rico Holmes e Peter Tuleby, respectivamente. Bestwick mais tarde se tornou o diretor executivo da Team17 até 1 de janeiro de 2024. Após seu primeiro jogo, Full Contact (1991) para o Amiga, o estúdio seguiu com vários lançamentos número um nessa plataforma e viu grande sucesso com Worms de Andy Davidson em 1995, a franquia resultante da qual ainda permanece como o principal produto de desenvolvimento da empresa, tendo desenvolvido mais de 20 entradas nela.
Por meio de uma aquisição pela administração realizada pela Bestwick, Robinson e Brown deixaram a Team17 em 2010, deixando a Bestwick como única administradora. Em 2013, a Team17 iniciou um empreendimento de publicação com foco em jogos independentes, que desde então ocupa seu próprio escritório em Nottingham. O primeiro jogo a ser lançado desse empreendimento foi Light (2013). Após um grande investimento do Lloyds Development Capital em setembro de 2016, a Team17 buscou expansão corporativa por meio de várias ações, incluindo a aquisição da Mouldy Toof Studios, a desenvolvedora por trás de The Escapists (2015), publicado pela Team17, e a contratação de vários novos funcionários importantes. Em maio de 2018, a empresa foi organizada sob o Team17 Group (posteriormente renomeado Everplay), que se tornou uma empresa de capital aberto listada no Alternative Investment Market, avaliada em cerca de 230 milhões. Em 2019, a Team17 empregava 200 pessoas em seus dois escritórios.

## Jogos desenvolvidos
| Ano  | Título                                 | Publicadora(s)                                              | Plataforma(s) |
| ---- | -------------------------------------- | ----------------------------------------------------------- | --- |
| 1991 | Full Contact                           | Team17                                                      | Amiga |
| 1991 | Alien Breed                            | Team17, MicroLeague                                         | Amiga, Amiga CD32, Android, iOS, MS-DOS, PlayStation 3, PlayStation Vita                                                                          |
| 1992 | Project-X                              | Team17                                                      | Amiga, Amiga CD32, MS-DOS |
| 1993 | Alien Breed II: The Horror Continues   | Team17                                                      | Amiga, Amiga CD32 |
| 1993 | Superfrog                              | Team17                                                      | Amiga, Amiga CD32, MS-DOS |
| 1993 | Body Blows                             | Team17                                                      | Amiga, MS-DOS |
| 1994 | Arcade Pool                            | Team17                                                      | Amiga, Amiga CD32, MS-DOS |
| 1994 | Body Blows Galactic                    | Team17                                                      | Amiga |
| 1994 | Apache                                 | Team17                                                      | Amiga |
| 1994 | Alien Breed: Tower Assault             | Team17                                                      | Amiga, Amiga CD32, MS-DOS |
| 1994 | Ultimate Body Blows                    | Team17                                                      | Amiga, Amiga CD32, MS-DOS |
| 1995 | Kingpin: Arcade Sports Bowling         | Team17                                                      | Amiga, Amiga CD32, MS-DOS |
| 1995 | Worms                                  | Ocean Software                                              | Amiga, Amiga CD32, Atari Jaguar, Classic Mac OS, Game Boy, MS-DOS, PlayStation, Sega Mega Drive, Sega Saturn, Super Nintendo Entertainment System |
| 1995 | Alien Breed 3D                         | Ocean Software                                              | Amiga, Amiga CD32 |
| 1996 | Alien Breed 3D II: The Killing Grounds | Ocean Software                                              | Amiga |
| 1996 | World Rally Fever                      | Ocean Software                                              | MS-DOS |
| 1996 | X2                                     | Ocean Software                                              | PlayStation |
| 1997 | Worms: The Director's Cut              | Ocean Software                                              | Amiga |
| 1997 | Worms 2                                | Team17, MicroProse                                          | Microsoft Windows |
| 1998 | Addiction Pinball                      | MicroProse, Infogrames                                      | Microsoft Windows, PlayStation |
| 1999 | Arcade Pool II                         | MicroProse                                                  | Microsoft Windows |
| 1999 | Phoenix                                | Hasbro Interactive, Team17                                  | Microsoft Windows |
| 1999 | Worms Armageddon                       | Hasbro Interactive, Team17                                  | Dreamcast, Microsoft Windows, PlayStation |
| 1999 | Worms Pinball                          | Infogrames                                                  | Microsoft Windows |
| 2001 | Worms World Party                      | Titus Interactive, Team17                                   | Dreamcast, Gizmondo, Microsoft Windows, PlayStation                                                                                               |
| 2001 | Stunt GP                               | Eon Digital Entertainment, Titus Interactive                | Dreamcast. Microsoft Windows, PlayStation 2 |
| 2002 | Worms Blast                            | Ubi Soft, Feral Interactive                                 | GameCube, macOS, Microsoft Windows, PlayStation 2                                                                                                 |
| 2003 | Worms 3D                               | Sega, Acclaim Entertainment, Feral Interactive              | GameCube, macOS, Microsoft Windows, PlayStation 2                                                                                                 |
| 2004 | Worms Forts: Under Siege               | Sega                                                        | Microsoft Windows, PlayStation 2, Xbox |
| 2005 | Worms 4: Mayhem                        | Codemasters, Majesco Entertainment                          | Microsoft Windows, PlayStation 2, Xbox |
| 2006 | Worms: Open Warfare                    | THQ                                                         | Nintendo DS, PlayStation Portable |
| 2006 | Lemmings                               | Sony Computer Entertainment                                 | PlayStation Portable, PlayStation 2, PlayStation Mobile                                                                                           |
| 2006 | Army Men: Major Malfunction            | Global Star Software                                        | PlayStation 2, Xbox |
| 2006 | Lemmings                               | Sony Computer Entertainment                                 | PlayStation 3 |
| 2007 | Worms                                  | Microsoft Game Studios, Sony Computer Entertainment, Team17 | iOS, PlayStation 3, Xbox 360 |
| 2007 | Worms: Open Warfare 2                  | THQ                                                         | Nintendo DS, PlayStation Portable |
| 2008 | Worms: A Space Oddity                  | THQ                                                         | Wii |
| 2009 | Worms 2: Armageddon                    | Team17                                                      | Android, iOS, PlayStation 3, Xbox 360 |
| 2009 | Leisure Suit Larry: Box Office Bust    | Funsta                                                      | Microsoft Windows, PlayStation 3, Xbox 360 |
| 2009 | Alien Breed Evolution                  | Team17                                                      | Xbox 360 |
| 2010 | Worms Reloaded                         | Team17                                                      | Linux, macOS, Microsoft Windows |
| 2010 | Alien Breed: Impact                    | Team17                                                      | Microsoft Windows, PlayStation 3 |
| 2010 | Alien Breed 2: Assault                 | Team17                                                      | Microsoft Windows, PlayStation 3, Xbox 360 |
| 2010 | Alien Breed 3: Descent                 | Team17                                                      | Microsoft Windows, PlayStation 3, Xbox 360 |
| 2010 | Worms: Battle Islands                  | Team17, THQ                                                 | PlayStation Portable, Wii |
| 2011 | Worms Ultimate Mayhem                  | Team17                                                      | Microsoft Windows, PlayStation 3, Xbox 360 |
| 2011 | Worms Crazy Golf                       | Team17                                                      | iOS, macOS, Microsoft Windows, PlayStation 3 |
| 2012 | Worms Revolution                       | Team17                                                      | Microsoft Windows, PlayStation 3, Xbox 360 |
| 2013 | Superfrog HD                           | Team17                                                      | Android, iOS, Linux, macOS, Microsoft Windows, PlayStation 3, PlayStation Vita                                                                    |
| 2013 | Worms Clan Wars                        | Team17                                                      | Linux, macOS, Microsoft Windows |
| 2013 | Worms 3                                | Team17                                                      | Android, iOS, macOS |
| 2014 | Worms Battlegrounds                    | Team17                                                      | PlayStation 4, Xbox One |
| 2014 | (R)evolve                              | Team17                                                      | iOS |
| 2014 | Flockers                               | Team17                                                      | Android, iOS, Linux, macOS, Microsoft Windows, PlayStation 4, Xbox One                                                                            |
| 2015 | Worms World Party Remastered           | Team17                                                      | Microsoft Windows |
| 2015 | Worms 4                                | Team17                                                      | Android, iOS |
| 2015 | The Escapists: The Walking Dead        | Team17                                                      | Linux, macOS, Microsoft Windows |
| 2016 | 10 Minute Tower                        | Sega                                                        | Microsoft Windows |
| 2016 | Worms W.M.D                            | Team17                                                      | Linux, macOS, Microsoft Windows, Nintendo Switch, PlayStation 4, Xbox One, iOS, Android                                                           |
| 2017 | The Escapists 2                        | Team17                                                      | Linux, macOS, Microsoft Windows, Nintendo Switch, PlayStation 4, Xbox One                                                                         |
| 2018 | Overcooked 2                           | Team17                                                      | Microsoft Windows, Nintendo Switch, PlayStation 4, Xbox One, PlayStation 5, Xbox Series X/S                                                       |
| 2020 | The Survivalists                       | Team17                                                      | Microsoft Windows, Nintendo Switch, PlayStation 4, Xbox One, Apple Arcade (iOS, macOS, tvOS, iPadOS)                                              |
| 2020 | Worms Rumble                           | Team17                                                      | Microsoft Windows, Nintendo Switch, PlayStation 4, Xbox One, PlayStation 5, Xbox Series X/S                                                       |
| 2023 | Killer Frequency                       | Team17                                                      | Microsoft Windows, Nintendo Switch, PlayStation 4, Xbox One, PlayStation 5, Xbox Series X/S                                                       |

## Jogos publicados
| Ano  | Título                                              | Desenvolvedor(es)                           | Plataforma(s)                                                                                            |
| ---- | --------------------------------------------------- | ------------------------------------------- | --- |
| 1992 | Assassin                                            | Psionic Systems                             | Amiga |
| 1993 | F17 Challenge                                       | Holodream Software                          | Amiga |
| 1993 | Qwak                                                | Jamie Woodhouse                             | Amiga |
| 1993 | Overdrive                                           | Psionic Systems                             | Amiga, MS-DOS                                                                                            |
| 1993 | Silverball                                          | Digital Extremes, Epic MegaGames            | MS-DOS                                                                                                   |
| 1994 | Super Stardust                                      | Bloodhouse                                  | Amiga, Amiga CD32                                                                                        |
| 1995 | ATR: All Terrain Racing                             | Jamie Woodhouse                             | Amiga, Amiga CD32                                                                                        |
| 1996 | The Speris Legacy                                   | Binary Emotions                             | Amiga, Amiga CD32                                                                                        |
| 1997 | Profits Warning                                     | Bubball Systems                             | MS-DOS                                                                                                   |
| 1998 | Nightlong: Union City Conspiracy                    | Trecision                                   | Amiga, Microsoft Windows                                                                                 |
| 2013 | Light                                               | Just a Pixel                                | Linux, macOS, Microsoft Windows                                                                          |
| 2014 | Hay Ewe                                             | Rocket Rainbow                              | iOS |
| 2014 | Schrödinger's Cat and the Raiders of the Lost Quark | Italic Pig                                  | Linux, macOS, Microsoft Windows, PlayStation 4, Xbox One                                                 |
| 2015 | The Escapists                                       | Mouldy Toof Studios                         | Android, iOS, Linux, macOS, Microsoft Windows, PlayStation 4, Xbox 360, Xbox One                         |
| 2015 | LA Cops                                             | Modern Dream                                | Linux, macOS, Microsoft Windows, PlayStation 4, Xbox One                                                 |
| 2015 | Beyond Eyes                                         | Tiger & Squid                               | Linux, macOS, Microsoft Windows, PlayStation 4, Xbox One                                                 |
| 2015 | Overruled!                                          | Dlala Studios                               | Linux, macOS, Microsoft Windows, PlayStation 4, Xbox One                                                 |
| 2015 | Penarium                                            | Self Made Miracle                           | Linux, macOS, Microsoft Windows, PlayStation 4, Xbox One                                                 |
| 2016 | Sheltered                                           | Unicube                                     | Linux, macOS, Microsoft Windows, PlayStation 4, Xbox One                                                 |
| 2016 | Not a Hero: Super Snazzy Edition                    | Roll7                                       | Xbox One                                                                                                 |
| 2016 | OlliOlli2: XL Edition                               | Roll7                                       | Xbox One                                                                                                 |
| 2016 | Overcooked                                          | Ghost Town Games                            | Microsoft Windows, Nintendo Switch, PlayStation 4, Xbox One, PlayStation 5, Xbox Series X/S              |
| 2016 | Lethal VR                                           | Three Fields Entertainment                  | Microsoft Windows, PlayStation 4                                                                         |
| 2017 | Yooka-Laylee                                        | Playtonic Games                             | Linux, macOS, Microsoft Windows, Nintendo Switch, PlayStation 4, Xbox One                                |
| 2017 | Aven Colony                                         | Mothership Entertainment                    | Microsoft Windows, PlayStation 4, Xbox One                                                               |
| 2017 | Interplanetary: Enhanced Edition                    | Team Jolly Roger                            | Microsoft Windows                                                                                        |
| 2018 | Raging Justice                                      | MakinGames                                  | macOS, Microsoft Windows, Nintendo Switch, PlayStation 4, Xbox One                                       |
| 2018 | Yoku's Island Express                               | Villa Gorilla                               | Microsoft Windows, Nintendo Switch, PlayStation 4, Xbox One                                              |
| 2018 | Mugsters                                            | Reinkout Games                              | macOS, Microsoft Windows, Nintendo Switch, PlayStation 4, Xbox One                                       |
| 2018 | Sword Legacy: Omen                                  | Firecast Studio, Fableware Narrative Design | Microsoft Windows                                                                                        |
| 2018 | Forged Battalion                                    | Petroglyph Games                            | Microsoft Windows                                                                                        |
| 2018 | Planet Alpha                                        | Planet Alpha ApS                            | Microsoft Windows, Nintendo Switch, PlayStation 4, Xbox One                                              |
| 2019 | Genesis Alpha One                                   | Radiation Blue                              | Microsoft Windows, PlayStation 4, Xbox One                                                               |
| 2019 | My Time at Portia                                   | Pathea Games                                | Microsoft Windows, Nintendo Switch, PlayStation 4, Xbox One                                              |
| 2019 | Automachef                                          | Hermes Interactive                          | Microsoft Windows, Nintendo Switch                                                                       |
| 2019 | Yooka-Laylee and the Impossible Lair                | Playtonic Games                             | Linux, macOS, Microsoft Windows, Nintendo Switch, PlayStation 4, Xbox One                                |
| 2019 | Blasphemous                                         | The Game Kitchen                            | Microsoft Windows, Nintendo Switch, PlayStation 4, Xbox One                                              |
| 2020 | Moving Out                                          | SMG Studio, DEVM Games                      | Microsoft Windows, Nintendo Switch, PlayStation 4, Xbox One                                              |
| 2020 | Golf with Your Friends                              | Blacklight Interactive                      | macOS, Microsoft Windows, Nintendo Switch, PlayStation 4, Xbox One                                       |
| 2020 | Ageless                                             | One More Dream Studios                      | Microsoft Windows, Nintendo Switch                                                                       |
| 2020 | Neon Abyss                                          | Veewo Games                                 | Microsoft Windows, Nintendo Switch, PlayStation 4, Xbox One                                              |
| 2020 | Crown Trick                                         | NExT Studios                                | Microsoft Windows, Nintendo Switch                                                                       |
| 2020 | Going Under                                         | Aggro Crab Games                            | Microsoft Windows, Nintendo Switch, PlayStation 4, Xbox One                                              |
| 2020 | Monster Sanctuary                                   | Moi Rai Games                               | Microsoft Windows, Nintendo Switch, PlayStation 4, Xbox One                                              |
| 2021 | Rogue Heroes: Ruins of Tasos                        | Heliocentric Studios                        | Microsoft Windows, Nintendo Switch                                                                       |
| 2021 | Narita Boy                                          | Studio Koba                                 | Microsoft Windows, Nintendo Switch, PlayStation 4, Xbox One                                              |
| 2021 | Super Magbot                                        | Astral Pixel                                | Microsoft Windows                                                                                        |
| 2021 | King of Seas                                        | 3DClouds                                    | Microsoft Windows, Nintendo Switch, PlayStation 4, Xbox One                                              |
| 2021 | Greak: Memories of Azur                             | Navegante Entertainment                     | Microsoft Windows, Nintendo Switch, PlayStation 4, Xbox One                                              |
| 2021 | Age of Darkness: Final Stand                        | Playside                                    | Microsoft Windows                                                                                        |
| 2021 | Sheltered 2                                         | Unicube                                     | Microsoft Windows                                                                                        |
| 2021 | Hell Let Loose                                      | Black Matter                                | Microsoft Windows, PlayStation 5, Xbox Series X/S                                                        |
| 2021 | Before We Leave                                     | Balancing Monkey Games                      | Microsoft Windows, PlayStation 4, PlayStation 5, Xbox One, Xbox Series X/S                               |
| 2022 | Thymesia                                            | OverBorder Studio                           | Microsoft Windows, Nintendo Switch, PlayStation 4, PlayStation 5, Xbox One, Xbox Series X/S, Amazon Luna |
| 2022 | The Serpent Rogue                                   | Sengi Games                                 | Microsoft Windows                                                                                        |
| 2022 | Batora: Lost Haven                                  | Stormind Games                              | Microsoft Windows, Nintendo Switch, PlayStation 4, PlayStation 5, Xbox One, Xbox Series X/S              |
| 2022 | Hokko Life                                          | Wonderscope Games                           | Microsoft Windows, Nintendo Switch, PlayStation 4, Xbox One                                              |
| 2022 | Sunday Gold                                         | BKOM Studios                                | Microsoft Windows                                                                                        |
| 2022 | Bravery & Greed                                     | Rekka Games                                 | Microsoft Windows, Nintendo Switch, PlayStation 4, Xbox One                                              |
| 2022 | Ship of Fools                                       | Fika Productions                            | Microsoft Windows, Nintendo Switch, PlayStation 4, PlayStation 5, Xbox One, Xbox Series X/S              |
| 2022 | The Knight Witch                                    | Super Mega Team                             | Microsoft Windows, Nintendo Switch, PlayStation 4, PlayStation 5, Xbox One, Xbox Series X/S              |
| 2022 | Honey, I Joined a Cult                              | Sole Survivor Games                         | Microsoft Windows                                                                                        |
| 2023 | Farmside                                            | Topia Studios                               | iOS, macOS, tvOS                                                                                         |
| 2023 | King of the Castle                                  | Tributary Games                             | Microsoft Windows                                                                                        |
| 2023 | Summon Quest                                        | Topia Studios                               | iOS, macOS, tvOS                                                                                         |
| 2023 | Dredge                                              | Black Salt Games                            | Microsoft Windows, Nintendo Switch, PlayStation 4, PlayStation 5, Xbox One, Xbox Series X/S              |
| 2023 | Trepang2                                            | Trepang Studios                             | Microsoft Windows                                                                                        |
| 2023 | Moving Out 2                                        | SMG Studio, Devm Games                      | Microsoft Windows, Nintendo Switch, PlayStation 4, PlayStation 5, Xbox One, Xbox Series X/S              |
| 2023 | Gord                                                | Covenant.dev                                | Microsoft Windows, PlayStation 5, Xbox Series X/S                                                        |
| 2023 | Blasphemous 2                                       | The Game Kitchen                            | Microsoft Windows, Nintendo Switch, PlayStation 5, Xbox Series X/S, PlayStation 4, Xbox One              |
| 2023 | The Unliving                                        | RocketBrush Studio                          | Microsoft Windows                                                                                        |
| 2023 | Headbangers: Rhythm Royale                          | Glee Cheese Studio                          | Microsoft Windows, Nintendo Switch, PlayStation 5, Xbox Series X/S                                       |
| 2024 | What the Golf?                                      | Triband                                     | visionOS                                                                                                 |
| 2024 | Border Bots VR                                      | Paw Print Games, vTime                      | Microsoft Windows, Meta Quest 2, Meta Quest Pro, Meta Quest 3, PlayStation VR2                           |
| 2024 | Classified: France ‘44                              | Absolutely Games                            | Microsoft Windows, PlayStation 5, Xbox Series X/S                                                        |
| 2024 | Sweet Transit                                       | Ernestas Norvaišas                          | Microsoft Windows                                                                                        |
| 2024 | Undead Inc.                                         | Rightsized Games                            | Microsoft Windows                                                                                        |
| 2024 | Autopsy Simulator                                   | Woodland Games                              | Microsoft Windows                                                                                        |
| 2024 | Conscript                                           | Jordan Mochi, Catchweight Studio            | Microsoft Windows, Nintendo Switch, PlayStation 4, PlayStation 5, Xbox One, Xbox Series X/S              |
| 2024 | Thalassa: Edge of the Abyss                         | Sarepta Studio                              | Microsoft Windows                                                                                        |
| 2024 | Warcana                                             | 1000 Orks                                   | Microsoft Windows                                                                                        |
| 2024 | Amber Isle                                          | Ambertail Games                             | Microsoft Windows, Nintendo Switch                                                                       |
| 2024 | Sworn                                               | Windwalk Games                              | Microsoft Windows, Nintendo Switch, PlayStation 5, Xbox Series X/S                                       |
| 2025 | Jumping Jazz Cats                                   | Le Catnip Collective                        | Microsoft Windows                                                                                        |
| 2025 | Date Everything!                                    | Sassy Chap Games                            | Microsoft Windows, Nintendo Switch, Playstation 5, Xbox Series X/S                                       |
| 2025 | Epic NPC Man Nice Day for Fishing                   | FusionPlay                                  | Microsoft Windows                                                                                        |
| 2025 | Rogue Point                                         | Crowbar Collective                          | Microsoft Windows                                                                                        |
| 2025 | Rockbeasts                                          | Lichthund                                   | Microsoft Windows, Nintendo Switch, PlayStation 5, Xbox Series X/S                                       |
| TBA  | Way to the Woods                                    | Studio Happy Bee                            | Microsoft Windows, Nintendo Switch, PlayStation 4, Xbox One                                              |
| TBA  | Marauders                                           | Small Impact Games                          | Microsoft Windows                                                                                        |
| TBA  | ASA                                                 | Lichthund                                   | Microsoft Windows, consoles                                                                              |
| TBA  | Project Wraith                                      | Grassrootz Studio                           | Microsoft Windows                                                                                        |
| TBA  | Sintopia                                            | Piraknights Games                           | Microsoft Windows                                                                                        |

### Jogos cancelados
- Witchwood (por volta de 1994): Um jogo de ação e aventura no estilo de The Legend of Zelda ou Al-Qadim: The Genie's Curse sobre a jornada de um jovem herói para destruir uma bruxa má.[13][14]

- Allegiance (por volta de 1995): Um jogo de tiro em primeira pessoa com recursos multijogador integrados, posteriormente transformado em um jogo de tiro em terceira pessoa antes de ser cancelado.[15]
- Rollcage (por volta de 1995): Um jogo de corrida off-road com diferentes tipos de veículos de rali e oponentes agressivos de IA, e não tem relação com o jogo de corrida de 1999 também intitulado Rollcage.[15]
- P.I.G. (por volta de 1996): Um jogo de plataforma 3D no estilo de Super Mario 64 que apresentava diferentes trajes para o personagem principal e vários minijogos.[16]